# Osucha

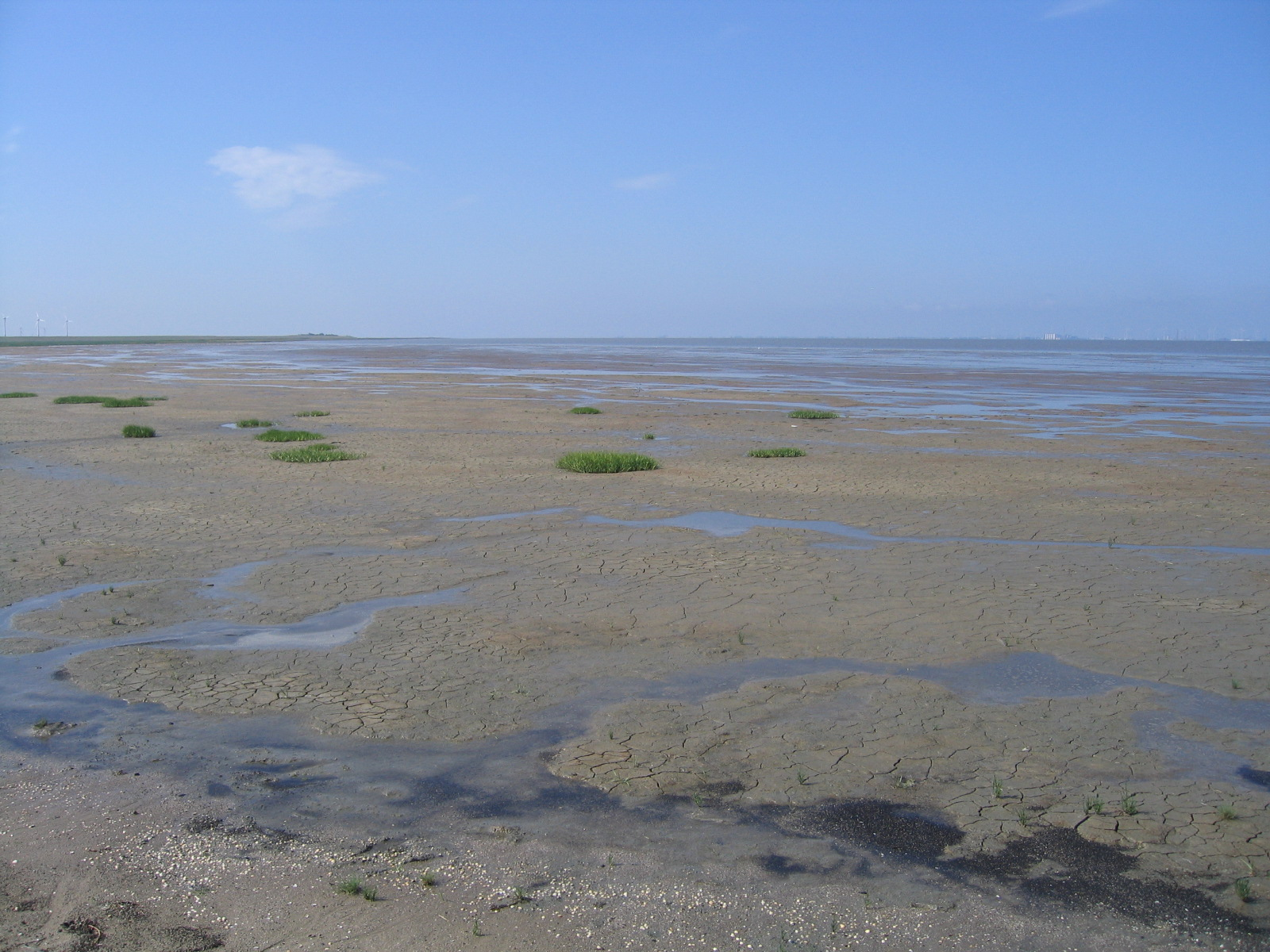
Morze Wattowe w pobliżu półwyspu Leyhörn, Fryzja Wschodnia, Niemcy

Osucha (niem. Watten, hol. wadden, duń. vade) — brzegowa równina piaszczysta lub mulista, odsłaniająca się spod wody w czasie niskiego jej stanu, a zalewana przy stanie wysokim.